# 전주근영여자고등학교
전주근영여자고등학교(全州槿映女子高等學校)는 대한민국 전북특별자치도 전주시 완산구 중화산동2가에 있는 사립 고등학교이다.

## 학교 연혁
- 1970년 7월 6일 : 학교법인 춘봉학원 설립인가, 설립자 초대 이사장 노춘봉 여사 취임
- 1971년 3월 2일 : 전주월성여자종합고등학교 신입생 입학
- 1971년 7월 12일 : 초대 김철호 교장 취임
- 1974년 3월 1일 : 전주근영여자고등학교로 교명변경
- 1975년 10월 30일 : 인문계 고등학교 전 24학급 증설 인가
- 1978년 10월 1일 : 고교 평준화로 중·고 완전분리
- 1984년 11월 10일 : 인문계 고등학교 전 30학급 증설 인가
- 1995년 12월 22일 : 제4대 윤희성 이사장 취임
- 2024년 2월 2일 : 제51회 졸업식(졸업생 총수 20,701명)
- 2024년 3월 1일 : 제13대 오희상 교장 취임

## 참고 자료
- 전주근영여자고등학교 - 한국교육학술정보원 학교알리미